# قاعدة أم البواقي الجوية (الجزائر)
قاعدة أم البواقي الجوية ، هي قاعدة عسكرية جوية، تقع في ولاية أم البواقي
في الجزائر، تبعد عن العاصمة 500 كلم، وهي أكبر قاعدة جوية في أفريقيا والعالم العربي.

## وصلات خارجية
- وزارة الدفاع الوطني الجزائري نسخة محفوظة 8 أكتوبر 2017 على موقع واي باك مشين.
- حسب تقرير لمؤسسة (غلوبال فاير بوور) الجيش الجزائري ضمن أقوى 17 جيشا في العالم 2017
- إغراءات روسيا فوق مكتب الفريق قايد - روسيا ترغب في بيع طائرات وصواريخ حديثة للجزائر